# Las Varas, Argentina
Las Varas är en ort i Argentina.   Den ligger i provinsen Córdoba, i den centrala delen av landet, 500 km nordväst om huvudstaden Buenos Aires. Las Varas ligger 128 meter över havet och antalet invånare är 1 017.
Terrängen runt Las Varas är mycket platt. Närmaste större samhälle är Las Varillas, 12,4 km sydväst om Las Varas.
Trakten runt Las Varas består till största delen av jordbruksmark. Runt Las Varas är det glesbefolkat, med 14 invånare per kvadratkilometer.